# Miguel N. Lira
Miguel Nicolás Lira (Tlaxcala, 14 de octubre de 1905 - 26 de febrero de 1961) fue un escritor, editor, maestro y funcionario público Tlaxcalteca. Cultivador de novela, poesía, teatro, ensayo, entre otros escritos, su novela más conocida, La Escondida, fue galardonada con el Premio Lanz Duret en 1947. Perteneció a la Generación del 29 junto con Alejandro Gómez Arias, la cual perseguía la autonomía universitaria. También, fue parte de “Los Cachuchas” en conjunto con Frida Kahlo. Fue miembro correspondiente de la Academia Mexicana de la Lengua en 1955 e impulsor de jóvenes plumas mexicanas como Octavio Paz y Efraín Huerta, a quienes les publicó sus primeros poemarios. Así mismo, fue un fuerte promotor de cultura tlaxcalteca y de cultura en general.

## Vida y obra

### Primeros años
Miguel Nicolás Lira, hijo del doctor Guillermo Lira y Dolores Álvarez de Lira, nació en la Ciudad de Tlaxcala el 14 de octubre de 1905. Fue el menor de cinco hermanos: Dolores, Guillermo, José, Alfonso y Miguel. Por línea paterna, Lira fue perteneciente a la casa de los Maxiscatzin, grupo tlaxcalteca originario. Su abuelo, Miguel Lira y Ortega, gobernó el Estado de Tlaxcala durante nueve años y combatió en el partido liberal de Juárez, por lo cual fue declarado Benemérito del Estado de Tlaxcala en 1868. Su linaje materno era español. Este mestizaje junto a su amor por Tlaxcala y los años de la Revolución Mexicana serán principales temas que motivarán muchos de sus escritos al sentirse un tlaxcalteca orgulloso.
El 28 de abril de 1928 Miguel presenta con éxito su examen profesional de abogado y el 29 de diciembre del mismo año culmina un noviazgo de siete años casándose con la maestra Rebeca Torres Ortega, que años más tarde sería la primera mujer en ocupar la presidencia municipal de Tlaxcala .

### Juventud
En 1919 Miguel se traslada a la Ciudad de México y estudia en la Escuela Nacional Preparatoria. Sigue la profesión de abogado. En este ambiente, Lira conoce y se permea del trabajo e ideologías de ilustres personajes como Ramón López Velarde, Mariano Azuela, Diego Rivera, Francisco León y Enrique Fernández Ledezma. Además, pasa a formar parte del grupo literario preparatoriano “Los Cachuchas”. Es a partir de este momento que Lira se dedica profesionalmente a la poesía al mismo tiempo que colabora en revistas literarias y en el Universal Ilustrado, con el seudónimo de "Máximo Bretal".
En 1921, Lira se consolida como poeta y además conoce a quien más tarde se convertiría en su compañera inseparable de toda la vida, Rebeca. En este mismo año, surge su primer libro de poemas, Tú. Miguel contaba con 16 años de edad.
En 1922, Miguel deja la preparatoria e ingresa a la Escuela Libre de Derecho para seguir la carrera de jurisprudencia. Allí sigue dedicándose, a la par de sus estudios, a su vocación de poeta. Por estos años publica en la revista Pegaso, tlaxcalteca, y Prometeo, de la capital.
En 1925, Tú fue editado por el Gobierno del Estado de Tlaxcala. Inspirado por el sabor y el olor de lo popular, da a luz su segundo libro de poemas en este mismo año, La guayaba, publicado, al igual que el primero, por el Gobierno de Tlaxcala.
El 28 de abril de 1928, Miguel presenta con éxito su examen recepcional de abogado y el 29 de diciembre del mismo año culmina un noviazgo de siete años casándose con Rebeca.

### Lira y la generación del 29
Lira pertenece a la Generación del 29, uno de cuyos méritos principales consiste en lograr la autonomía universitaria. Si bien Lira no participó en los movimientos que se produjeron en la Ciudad de México, sí fue portavoz del movimiento en congresos organizados.

### Lira y los grupos literarios
A pesar de que Lira fue un cachucha y de que firmó el segundo manifiesto estridentista, nunca se consideró parte de un grupo literario y jamás se afilió a alguno como los Contemporáneos, pues consideraba que eran círculos cerrados donde se impedía a toda costa la entrada de nuevos miembros y porque estos hacían difícil ganar un concurso literario. Lira decidió abrirse paso por sus propios méritos.

### Lira: editor y tipógrafo
Lira heredó la vocación tipográfica de su abuelo, Miguel Lira y Ortega, y es en 1930 cuando decide dedicarse profesionalmente a este campo. Viviendo en la Ciudad de México, Miguel compra una pequeña prensa de mano que bautizó como la “Caprichosa”. Con esta prensa, Lira editó muchísimos textos. De aquí surge su editorial Fábula, que también fue su primera revista impresa junto con Alejandro Goméz Arias, publicación que sólo alcanzó nueve números de enero a septiembre de 1934. Posteriormente publicará libros y revistas como los primeros poemarios de Efraín Huerta y Octavio Paz así como editar a autores internacionales como Pablo Neruda o Rafael Alberti y a grandes ilustres consolidados de las letras mexicanas como Alfonso Reyes. También, cerca de los años 50, aportará sus conocimientos a la Imprenta Universitaria e imprimirá la revista de cultura Universidad, además de crear, más tarde, otra revista llamada Huytlale, en conjunto con Cristiano Cuéllar Abaroa.

### Madurez
En su madurez, Lira, físicamente era un hombre de estatura regular, bien parecido, de facciones duras pero de cierto atractivo, y de una actividad incansable. La gran cantidad de trabajo, suyo y ajeno, que pudo producir, se debió a la disciplina, orden y organización que siempre imprimió a sus labores. Por la mañana litigaba, en la tarde leía y por la noche escribía. Lira era de una personalidad compleja y paradójica.
Miguel conforma un carácter ególatra, recio, duro e inflexible permeando un espíritu romántico y de fina sensibilidad. Esta egolatría, sin embargo, es la de un hombre que sabiendo su propio valer, al mismo tiempo reconoce sus limitaciones. Tal vez debido a este carácter tuvo pocas amistades íntimas y también el que lo mantuvo al margen de los grupos literarios, con cuyos miembros, sin embargo, cultivó una amistad basada en un respeto mutuo. Muy reservado para entregar su amistad, fue amigo fiel hasta el fin con sus amigos.
En 1932, Lira publica su Corrido de Domingo Arenas, que lo coloca definitivamente en el parnaso de la poesía mexicana. En 1933 publica Segunda soledad y México-Pregón, el cual fue dado a conocer por la declamadora argentina Berta Singerman tanto en España como en todo el continente americano. En 1934 aparecen Coloquio de Linda y de Domingo Arenas; en 1935, Tlaxcala ida y vuelta; en 1936, Retablo del niño recién nacido y en 1937, En el aire del olvido. En estos libros prevalece el recuerdo de la infancia y la provincia.

### Lira y la Escuela Nacional Preparatoria
Lira fue un hombre de cultura universal, absorbió todas las corrientes literarias de su época, de México y fuera de México. Siendo catedrático de Literatura Mexicana e Iberoamericana en la Escuela Nacional Preparatoria, conocía a los clásicos españoles, a los suyos, y a los principales escritores hispanoamericanos de su tiempo, con algunos de los cuales mantenía correspondencia. Así mismo le subyugaba la novelísitca rusa y leía a Gorki, Tolstoi, Dostoievski; la literatura francesa, de la cual prefería entre otros a Verlaine, Baudelaire y Sartre, y también leía con avidez a Faulkner, Steinbeck y Hemingway.
En la Escuela Nacional, Lira inició una cátedra en 1931 donde ensañaba la historia del pueblo tlaxcalteca para que el estudiante conociera las razones y justificación de la alianza de la nación tlaxcalteca con el ejército de Cortés, el cual jugó un papel muy importante en la conquista de México.

### Lira y el teatro
Impulsado por Berta Singerman, Lira comienza a escribir teatro en 1937 y de esta motivación surge Ya viene Máximo Tépal o Linda, estrenada en el Teatro Fábregas por la Compañía Mexicana de comedias “María Teresa Montoya”. En 1938, publica Vuelta a la Tierra, que fue estrenada en el Teatro Arbeu de la Ciudad de México por la compañía española de comedias "Díaz Collado”. También, por estos años, Lira es director de los Talleres Editoriales de la Universidad Nacional Autónoma de México (1935-1938) y director de la revista mensual de cultura popular Universidad (1936-1938). También fue director de los Talleres Editoriales de la Secretaría de Educación Pública en 1941.
Posteriormente, Lira crea una pieza para niños denominada La muñeca Pastillita, un drama infantil en cinco tiempos estrenado el 4 de junio de 1942 en el Palacio de Bellas Artes. Más tarde, Lira estrenaría otra obra más, El camino y el árbol, representada en el Teatro Fábregas por la Compañía de Comedias “María Teresa Montoya”. Después de esto, Lira escribió su obra más ambiciosa, Carlota de Mexico, que fue considerada la mejor obra teatral durante la temporada de 1943 por el Consejo Técnico de Espectáculos del Departamento del Distrito Federal. Esta obra fue estrenada la noche del 11 de septiembre de 1943, en el Palacio de Bellas Artes, por la compañía de la Asociación Civil “Teatro México”.
Al año siguiente, Miguel escribe una comedia, El diablo volvió al infierno, que fue representada en el Teatro Fábregas por la misma compañía “Teatro de México” el 15 de julio de 1944. De 1948 data su comedia inconclusa Julieta y Romeo. Las dos últimas obras de Lira son Tres mujeres y un sueño, representada en el Teatro del Palacio de bellas Artes de la Ciudad de México por el Grupo de la Escuela de Arte Dramático de Chihuahua y Una vez en la montaña, arreglo teatral de su novela, Donde crecen los tepozanes.

### Lira y los niños
Si bien Lira nunca tuvo hijos, en conjunto con La Muñeca Pastillita, Miguel escribe, con Antonio Acevedo Escobedo, Mi caballito blanco, libro de lectura para segundo año de primaria, ilustrado por José Chávez Morado, y en 1945, Mis juguetes y yo al lado de Valentín Zamora, para el cuarto año de primaria. En ambos libros Lira hace gala de su fina sensibilidad para cautivar a la niñez mexicana.En 1942 Miguel N. Lira crea y coordina la colección de libros ilustrados Biblioteca de Chapulín, editada por la Secretaría de Educación Pública; en esta colección publica Canción para dormir a Pastillita (1943), ilustrada por Angelina Beloff.

### Años finales
En 1947 sale a la luz la primera novela de Lira, Donde crecen los tepozanes. En 1948, su novela más famosa, La escondida, fue ganadora del Premio Lanz Duret. En 1949 ganó la Flor Natural en los Juegos Florales de Saltillo con El corrido de Manuel Acuña. En 1956 llega su tercer novela, Una mujer en soledad, que es la obra que lo consagra definitivamente en el campo novelístico. Esta novela lo hace acreedor al nombramiento de miembro de la Academia Mexicana de la Lengua, el 12 de noviembre de 1955. Hasta 1958 vería la luz Mientras la muerte llega, otra novela de la Revolución, que también tiene como escenario la tierra tlaxcalteca. Por estas fechas, Lira produce su revista Huytlale, ejemplo de verdaderas joyas literarias y tipográficas de las letras mexicanas.
En 1955, Miguel obtiene una de las mayores satisfacciones de su carrera artística al ver iniciada la filmación de la película La Escondida, la cual rompió todos los récords de taquilla en la capital y representó a México triunfalmente en los festivales cinematográficos de Cannes y de Berlín. También fueron llevados a la pantalla, aunque sin el éxito de La Escondida, Cielito lindo, adaptación de su novela Mientras la muerte llega y Tierra de pasiones, adaptación de su obra teatral Linda.
En 1957, Lira fue exiliado a Tapachula debido a conflictos políticos. Del viaje que hizo de Tlaxcala a este lugar surge el Itinerario hasta el Tacaná, sus notas de viaje. Así, Lira, continúa en Tapachula con renovado vigor su labor en favor de las letras y la cultura mexicanas. En reconocimiento a esta labor le es conferida “la Medalla de Tapachula” el 5 de abril de 1958. Lira escribía su última novela, La selva también muere, obra inconclusa que sólo consta de dos capítulos, cuando el 1 de febrero de 1959, cumpliendo treinta años de servicio federal, llega el tiempo de su jubilación, el día de volver a su tierra.

### Muerte
Cuando Lira regresa a Tlaxcala sus males físicos, una crónica afección bronquial, se agravian. Seguramente el cambio de climas, de latitudes bajas y tropicales en Tapachula, a latitudes altas de clima templado y frío en Tlaxcala, contribuyeron a ello. Miguel se convierte en enfermo incurable. Lo más doloroso de esta situación es que todos sus proyectos culturales y literarios prácticamente entran en proceso. A pesar de todo esto, continúa trabajando en algunos cuentos, en su novela La selva también muere que había empezado en Tapachula, y acaricia la idea de reunir muchos de sus versos inéditos en la Biografía de Tlaxcala. Para la Navidad de 1960 sus males se incrementan y en 1961, Miguel N. Lira fallece el domingo 26 de febrero a las seis de la tarde con 43 minutos, acompañado de su madre, de su esposa y de su cuñada.

## Obras

### Poesía
- Tú. Tlaxcala, Imprenta de Tlaxcala, México, 1925.
- La guayaba. Gobierno de Tlaxcala, México 1927.
- Corrido de Domingo Arenas, 5ª ed., Fábula, México, 1932.
- Segunda soledad. Fábula, México, 1933.
- México-Pregón. Fábula, México, 1933.
- Coloquio de Linda y Domingo Arenas. Fábula, México, 1934.
- Tlaxcala. Ida y vuelta. Talleres Gráficos del Estado, México 1935.
- Retablo del niño recién nacido. Talleres Gráficos del Estado, México, 1936.
- Música para baile. Fábula, México, 1936.
- En el aire de olvido. Fábula, México, 1937.
- Corrido de Alfonso Reyes. Fábula, México, 1938.
- Si con los ojos. Fábula, México, 1938.
- Carta de amor. Fábula, México, 1938.
- Corrido de Eutiquio Rivera. Romance y Corrido. Estudio comparativo de Vicente T. Mendoza, UNAM, México, 1939.
- Corrido del marinerito. Fábula, México, 1941.
- Canción para dormir a Pastillita. SEP, Biblioteca del Chapulín, México, 1943.
- Romance de la noche maya. Fábula, México, 1944.
- Carta de amor y otros poemas, 2ª ed. Nueva Voz, México, 1950.
- Corrido de Manuel Acuña, en Huytlale no. 1, México, 1953.
- En el desvelo de la noche. Poemas, en Huytlale no. 8, México, 1953.
- Corrido de Catarino Maravillas, Corrido de Pancho Villa y Corrido de Marcial Cavazos, en El corrido mexicano. Antología, introducción y notas de Vicente T. Mendoza. FCE, México, 1954.
- Principio y cuna. Poemas, en Huytlale no. 18, México, 1954.
- Soneto a la niña pensativa. Imprenta Cervantes, México, 1956.
- Corrido de amor a Tapachula. Huytlale, México, 1958.
- La ciudad tuya y mía, 1959.
- Corrido que dice: ¡Viva el Obispo Munive! México!, 1959.
- Corrido de Catarino Maravillas. Huytlale, México, 1959.
- Acto de gracias. Imprenta Estrada, México, 1961.
- Carta abierta a la revolución. Estaciones, México, 1961.
- Corrido de Xochitiotzin (inconcluso), 1961.

### Teatro
- Vuelta a la Tierra. Fábula, México, 1940.
- Linda. Fábula, México, 1942.
- El camino y el árbol (inédita), 1942.
- Carlota de México. Fábula, México, 1943.
- El Diablo volvió al infierno. Fábula, México, 1946.
- Julieta y Romeo (inconclusa), 1948.
- Tres mujeres y un sueño (inédita), 1955.
- Una vez en la montaña (inédita), 1955.
- Casa de cristal (inédita), 1959.

### Novela
- Donde crecen los tepozanes. EDIAPASA, México, 1948.
- La escondida. Edición y distribución Iberoamericana de Publicaciones, S. A., México, 1948. (Premio “Lanz Duret”, 1947).
- Una mujer en soledad. FCE, México, 1956.
- Mientras la muerte llega. Libro-Mex, México, 1958.
- La selva también muere (inconclusa), 1958-61.

### Escritos diversos
- Mi caballito blanco. SEP, México, 1943. (Libro de lectura para el 2º año de primaria en colaboración con Antonio Acevedo Escobedo).
- Mis juguetes y yo. SEP, México, 1946. (Libro de lecturas para el 4º año, en colaboración con Valentín Zamora.
- “Cultura para Tlaxcala” (artículo), Huytlale no. 5. México, 1953.
- “Por qué debe filmarse La Escondida en Tlaxcala” (artículo), El Sol, México, 27 de agosto de 1955.
- “Las golondrinas” (inédita), prosa narrativa, 1956.
- “Ejemplo y virtud ciudadana” (artículo). Huytlale, México, 1957.
- “Tlaxcala y Tapachula” (artículo), Huyltale no. 28. México, 1957.
- Itinerario hasta el Tacaná. Prosa narrativa. Ediciones de Andrea, México, 1958.
- “Notas sobre Domingo Arenas” (artículo). Huytlale, México, 1958.
- “El chipujo” (cuento inédito), 1959.
- “Homenaje a Alfonso Reyes” (artículo). Huytlale, México, 1959.
- “La virgen y la rosa” (cuento inédito), 1959.
- “Yo viajé con Vasconcelos” (artículo). Huytlale, México, 1959.
- “Detrás del otro vuelo” (cuento inédito), 1960.
- “La desnudez en el arte” (artículo), Vida, 2 de septiembre de 1960.
- “Miguel Guridi y Alcocer: Celebración y homenaje” (artículo). Huytlale, México, 1960.
- “Miguel Guridi y Alcocer: Su Pueblo” (artículo). Huytlale, México, 1960.
- Biografía de Tlaxcala (inconclusa), prosa y verso, 1954-61.